# Norman Lockyer
Sir Joseph Norman Lockyer, FRS (1836-1920) là nhà thiên văn người Anh. Cùng với nhà khoa học người Pháp Pierre Janssen, ông đã khám phá ra heli. Lockyer cũng được nhớ đến như là người thành lập và chủ bút đầu tiên của tạp chí Nature.

## Tiểu sử
Lockyer được sinh ra tại Rugby, Warwickshire. Sau khi có thời gian học thêm bằng việc đi sang Pháp và Thụy Sĩ, ông làm việc công vụ trong Cơ quan Chiến tranh của Anh.
He settled in Wimbledon, South London after marrying Winifred James. Ông có cuộc sống ổn định ở Winbledon và đã cưới Winifred James. Lockyer là một nhà thiên văn nghiệp dư sắc sảo với sự quan tâm cụ thể đến Mặt Trời. Vào năm 1885, ông trở thành vị giáo sư về lĩnh vực vật lý thiên văn đầu tiên trên thế giới công tác tại Hội Hoàng gia về Khoa học ở South Kensington (nay nó là một phần của Cao đẳng Đế quốc). Ở ngôi trường này, Đài quan sát Vật lý Mặt Trời đã được xây dựng cho ông và ông đã điều hành đài quan sát này cho đến năm 1913.
Trong thập niên 1860, Lockyer đã quan tâm quang phổ học với vai trò là một công cụ phân tích để biết được các thành phần cấu tạo nên các sự vật trong vũ trụ. Ông bắt đầu sự nghiên cứu của mình từ ngôi nhà của mình tại West Hampstead với một dải quang phổ có bước sóng 6¼ inch, cái mà ông sẵn sàng sử dụng tại Winbledon.
Vào năm 1868, một dải ánh sáng vàng đã được phát hiện trong dải quang phổ của Mặt Trời. Với bước sóng 588 nm, dải ánh sáng vàng này mỏng hơn so với dải ánh sáng "D" của natri. Dải ánh sáng vàng đó đã không thể được giải thích bởi bất cứ điều gì khi đó. Lockyer đã đề xuất rằng nó xuất phát từ một nhân tố chưa biết tên nào đó. Ông đã gọi nhân tố này là heli, dựa vào từ "helios" trong tiếng Hy Lạp với ý nghĩa Mặt Trời. Ánh sáng vàng đã được quan sát bởi Janssen vào 18 tháng 8 năm 1868, trong khi xảy pha tối của Mặt Trời. Vì thế, cả Janssen và Lockyer được coi là những người khám phá ra heli. Heli ở trên Trái Đất được khám phá 10 năm sau đó bởi William Ramsey. Để có thể khám phá ra heli trên Mặt Trời, Lockyer đã hợp tác với nhà khoa học Edward Frankland.
Để có thể đưa ra sự thuận tiện giữa các ý tưởng khoa học, Lockyer đã thành lập tạp chí Tự nhiên vào năm 1869. Ông đã làm chủ bút cho đến lúc mà sau lúc đó không lâu, ông qua đời.
Lockyer đã dân đău 8 cuộc thám hiểm để quan sát pha tối của Mặt Trời như tại Sicily năm 1870, tại Ấn Độ năm 1871 và tại Ấn Độ năm 1898.
Sau khi về hưu vào năm 1913, ông đã lập ra một đài thiên văn gần nhà mình tại Salcombe Regis. Được biết đến ban đầu là Đài thiên văn Hill, nó đã được đổi tên là Đài thiên văn Norman Lockyer sau khi ông qua đời. Có một khoảng thời gian đài thiên văn này là của Đại học Exeter. Còn hiện tại nó thuộc Tim Naylor, thành viên của Hội Vật lý thiên văn nghiên cứu bố trí sao và hành tinh ngoài hệ Mặt Trời.
Lockyer qua đời tại nhà riêng và được chôn cất tại đó, trong một nghĩa địa của Thánh Peter và Thánh Mary.

## Các tác phẩm
- Norman Lockyer (1889). Elementary Lessons in Astronomy. Macmillan and co. (1868–94)
- Questions on Astronomy (1870)
- Norman Lockyer (1874). Contributions Contributions to Solar Physics. Macmillan and co. (1873)
- Joseph Norman Lockyer (1873). The Spectroscope and Its Applications. Macmillan and Co. (1873)
- Norman Lockyer; George Mitchell Seabroke (1878). Stargazing. Macmillan and co. (1878)
- Norman Lockyer (1878). Studies in Spectrum Analysis. C. K. Paul. (1878)
- Report to the Committee on Solar Physics on the Basic Lines Common to Spots and Prominences (1880)
- Joseph Norman Lockyer; Norman Lockyer (1887). The Movements of the Earth. Macmillan and co. (1887)
- Norman Lockyer (1887). The Chemistry of the Sun. Macmillan and co. (1887)
- Norman Lockyer (1890). The Meteoritic Hypothesis. Macmillan. (1890)
- Penrose, F.C., (communicated by Joseph Norman Lockyer), The Orientation of Greek Temples, Nature, v.48, n.1228, ngày 11 tháng 5 năm 1893, pp. 42–43
- Norman Lockyer (1894). The Dawn of Astronomy. Cassell. (1894)
- Norman Lockyer; William Rutherford (1896). The Rules of Golf: Being the St. Andrews Rules for the Game. Macmillan & Co.
- Norman Lockyer (1897). The Sun's Place in Nature. The Macmillan Company. (1897)
- Recent and Coming Eclipses (1900)
- Norman Lockyer (1900). Inorganic Evolution as Studied by Spectrum Analysis. Macmillan and Co., Limited. (1900)
- Norman Lockyer (1903). On the Influence of Brain Power on History. Macmillan and Co., Limited. (1903)
- Stonehenge and Other British Stone Monuments Astronomically Considered (1906; second edition, 1909)
- Norman Lockyer; Joseph Norman Lockyer (1906). Education and National Progress. Macmillan and co. (1907)
- Norman Lockyer; Joseph Norman Lockyer (1909). Surveying for Archaeologists. Macmillan and Co., Limited. (1909)
- Norman Lockyer; Winifred Lucas Lockyer (1910). Tennyson, as a Student and Poet of Nature. Macmillan. (1910)

## Vinh danh
- Fellow of the Royal Society (1869)
- Huân chương Janssen, Viên hàn lâm Khoa học Pháp trao tặng (1875)
- Người Lãnh đạo Hiệp sĩ của Hội Tắm (1897)[7]
- Chủ tịch của Hiệp hội Khoa học Anh (1903-1904)
- Một hố trên Mặt Trăng và một hố trên sao Hỏa được đặt theo tên ông.